# إدموند كلبرت بيكر
إدموند جيلبرت بيكر (بالإنجليزية: Edmund Baker)‏ (1864-1949) كان جامعًا للنباتات وعالمًا بريطانيًا. كان نجل جون غيلبرت بيكر.

## أعمال بارزة
- ملخص مالفيا 1895.
- نباتات ميلانجي، نياسا لاند. كون جيمس بريتن. 1894
- كتالوج النباتات الذي جمع من قبل السيد والسيدة تالبوت في منطقة أوبان جنوب نيجيريا. لندن المتحف البريطاني (التاريخ الطبيعي)
- بقوليات أفريقيا الاستوائية.[2]

ومن بين الأنواع التي أطلق عليها اسم بانكسيا بوردتي وبانكسيا أشبية.